# Lissos (fornlämning i Grekland)
Lissos är en fornlämning i Grekland.   Den ligger i prefekturen Nomós Chaniás och regionen Kreta, i den södra delen av landet, 300 km söder om huvudstaden Aten. Lissos ligger 106 meter över havet.
Terrängen runt Lissos är kuperad åt nordväst, men åt nordost är den bergig. Havet är nära Lissos söderut.  Närmaste större samhälle är Paleochora, 8,4 km väster om Lissos. 